# Приручник за рад на СОС телефону за (потенцијалне) жртве трговине људима
Приручник за рад на СОС телефону за (потенцијалне) жртве трговине људима је приручник АСТРЕ објављен 2010. године.

## О књизи
Приручник за рад на СОС телефону за (потенцијалне) жртве трговине људима је настао на основу осмогодишњег искуства АСТРЕ у вођењу СОС телефона специјализованог за проблем трговине људима, који је у време оснивања био један од ретких у региону Југоисточне Европе. Настао је са циљем пружања помоћи онима који планирају да оснују сличну врсту телефонске помоћи, као и онима који воде друге врсте СОС телефона (против насиља у породици, насиља над децом и друго), јер трговина људима може бити последица неких других облика насиља или се крити иза њих.
Кроз пет поглавља, приручник разматра различите аспекте рада на специјализованом СОС телефону за проблем трговине људима, од дефиниције појма жртва трговине људима и социо–демографских карактеристика особа са којима је АСТРА била у контакту, преко врста телефонских линија за пружање помоћи, принципа рада на АСТРА СОС телефону, организације рада и начина вођења разговора уз познавање психологије жртве до програма који прате основну СОС службу. Посебна пажња је посвећена положају СОС телефона у националном механизму за упућивање и иницијативи за покретање европског СОС телефона за жртве трговине људима. Осим АСТРИНЕ праксе, у приручнику су представљена и искуства и размишљања Инцест Траума Центра Београд, La Strade Молдавије, Отворене порте La Strade Македонија и La Strade International.
Приручник је објављен на српском и енглеском језику уз подршку ОЕБС Мисије у Србији.